# Bailemos Otra Vez Tour
El Bailemos Otra Vez Tour es una gira de conciertos del cantante puertorriqueño Chayanne, la cual promociona su decimoquinto álbum de estudio Bailemos otra vez. Esta  gira es la primera del artista desde la pandemia de Covid-19, marcando su vuelta a los escenarios. Comenzó el 21 de agosto de 2024 en San José y está programada a finalizar el 7 marzo de 2026 en Buenos Aires.

## Antecedentes y desarrollo
El 26 de febrero de 2024 Chayanne anuncia su nueva gira, su regreso a los escenarios desde 2020, revelando la etapa norteamericana, la cual constaba de 38 conciertos en Estados Unidos y Canadá.
El 23 de octubre de 2024, el puertorriqueño anuncia las fechas latinoamericanas de la gira. Debido a la alta demanda, el 30 de octubre se anuncian fechas adicionales en Guadalajara, Monterrey, Ciudad de México y Santiago.

## Repertorio
El siguiente repertorio fue interpretado en San José, Estados Unidos, y no representa la totalidad de la gira.
Acto I
1. «Bailemos Otra Vez» / «Salomé» / «Boom Boom»
2. «Un Siglo Sin Ti»
3. «El Centro de Mi Corazón»
4. «Provócame» / «Caprichosa»
5. «Cuidarte el Alma» / «Atado a Tu Amor»
6. «La Clave» / «Baila Baila»

Acto II
1. «Y Tú te Vas»
2. «Yo te Amo» / «Volver a Nacer» / «Tu Pirata Soy Yo» / «Completamente Enamorado»
3. «Palo Bonito» / «Este Ritmo Se Baila Así»
4. «Fiesta en América»

Acto III
1. «Si Nos Quedara Poco Tiempo»
2. «Te Amo y Punto»
3. «Humanos a Marte» / «Como Tú y Yo»
4. «Madre Tierra (Oye)»
5. «Dejaría Todo»

Encore
1. «Tiempo de Vals»
2. «Bailando Bachata»
3. «Torero»

## Fechas
| Fecha            | Ciudad              | País           | Recinto                        |
| 2024             | 2024                | 2024           | 2024                           |
| Norteamérica     | Norteamérica        | Norteamérica   | Norteamérica                   |
| ---------------- | ------------------- | -------------- | ------------------------------ |
| 21 de agosto     | San José            | Estados Unidos | SAP Center                     |
| 23 de agosto     | Seattle             | Estados Unidos | Climate Pledge Arena           |
| 28 de agosto     | Kennewick           | Estados Unidos | Toyota Center                  |
| 29 de agosto     | Portland            | Estados Unidos | Moda Center                    |
| 31 de agosto     | Salt Lake City      | Estados Unidos | Delta Center                   |
| 5 de septiembre  | Fresno              | Estados Unidos | Save Mart Center               |
| 6 de septiembre  | Sacramento          | Estados Unidos | Golden 1 Center                |
| 8 de septiembre  | Ontario             | Estados Unidos | Toyota Arena                   |
| 12 de septiembre | Los Ángeles         | Estados Unidos | Crypto.com Arena               |
| 19 de septiembre | San Diego           | Estados Unidos | Pechanga Arena                 |
| 20 de septiembre | Palm Springs        | Estados Unidos | Acrisure Arena                 |
| 22 de septiembre | Las Vegas           | Estados Unidos | MGM Grand Garden Arena         |
| 26 de septiembre | Denver              | Estados Unidos | Ball Arena                     |
| 28 de septiembre | Tucson              | Estados Unidos | Tucson Arena                   |
| 2 de octubre     | Laredo              | Estados Unidos | Sames Auto Arena               |
| 3 de octubre     | Hidalgo             | Estados Unidos | Payne Arena                    |
| 5 de octubre     | Phoenix             | Estados Unidos | Footprint Center               |
| 11 de octubre    | El Paso             | Estados Unidos | Don Haskins Center             |
| 13 de octubre    | San Antonio         | Estados Unidos | Frost Bank Center              |
| 16 de octubre    | Austin              | Estados Unidos | Moody Center                   |
| 18 de octubre    | Oklahoma City       | Estados Unidos | Paycom Center                  |
| 20 de octubre    | Houston             | Estados Unidos | Toyota Center                  |
| 25 de octubre    | Dallas              | Estados Unidos | American Airlines Center       |
| 27 de octubre    | Chicago             | Estados Unidos | Allstate Arena                 |
| 31 de octubre    | Atlanta             | Estados Unidos | State Farm Arena               |
| 2 de noviembre   | Reading             | Estados Unidos | Santander Arena                |
| 3 de noviembre   | Washington D.C      | Estados Unidos | Capital One Arena              |
| 7 de noviembre   | Charlotte           | Estados Unidos | Spectrum Center                |
| 9 de noviembre   | Indianápolis        | Estados Unidos | Gainbridge Fieldhouse          |
| 13 de noviembre  | Boston              | Estados Unidos | TD Garden                      |
| 15 de noviembre  | Montreal            | Canadá         | Bell Centre                    |
| 17 de noviembre  | Toronto             | Canadá         | Scotiabank Arena               |
| 20 de noviembre  | Brooklyn            | Estados Unidos | Barclays Center                |
| 22 de noviembre  | Newark              | Estados Unidos | Prudential Center              |
| 6 de diciembre   | Tampa               | Estados Unidos | Amalie Arena                   |
| 8 de diciembre   | Fort Myers          | Estados Unidos | Hertz Arena                    |
| 12 de diciembre  | Orlando             | Estados Unidos | Kia Center                     |
| 14 de diciembre  | Miami               | Estados Unidos | Kaseya Center                  |
| 15 de diciembre  | Miami               | Estados Unidos | Kaseya Center                  |
| 2025             |                     |                |                                |
| Latinoamérica    |                     |                |                                |
| 29 de enero      | León                | México         | Velaria de la Feria            |
| 31 de enero      | Zapopan             | México         | Auditorio Telmex               |
| 1 de febrero     | Zapopan             | México         | Auditorio Telmex               |
| 5 de febrero     | Zapopan             | México         | Auditorio Telmex               |
| 6 de febrero     | Zapopan             | México         | Auditorio Telmex               |
| 8 de febrero     | Querétaro           | México         | Autódromo de Querétaro         |
| 11 de febrero    | Aguascalientes      | México         | Estadio Alberto Romo           |
| 13 de febrero    | Monterrey           | México         | Estadio Banorte                |
| 14 de febrero    | Monterrey           | México         | Estadio Banorte                |
| 18 de febrero    | La Paz              | México         | Estadio Guaycura               |
| 21 de febrero    | San Luis Potosí     | México         | Arena Potosí                   |
| 22 de febrero    | Morelia             | México         | Estadio Morelos                |
| 25 de febrero    | Puebla              | México         | Estadio Hermanos Serdán        |
| 27 de febrero    | Ciudad de México    | México         | Palacio de los Deportes        |
| 28 de febrero    | Ciudad de México    | México         | Palacio de los Deportes        |
| 4 de marzo       | Veracruz            | México         | Estadio Beto Ávila             |
| 6 de marzo       | Ciudad de México    | México         | Palacio de los Deportes        |
| 7 de marzo       | Ciudad de México    | México         | Palacio de los Deportes        |
| 11 de marzo      | Villahermosa        | México         | Estadio Centenario             |
| 13 de marzo      | Mérida              | México         | Estadio Carlos Iturralde       |
| 15 de marzo      | Cancún              | México         | Estadio Beto Ávila             |
| 20 de marzo      | San Salvador        | El Salvador    | Estadio Cuscatlan              |
| 22 de marzo      | Ciudad de Guatemala | Guatemala      | Estadio Cementos Progreso      |
| 27 de marzo      | Tegucigalpa         | Honduras       | Estadio Chochi Sosa            |
| 29 de marzo      | Managua             | Nicaragua      | Estadio Nacional Soberanía     |
| 2 de abril       | Ciudad de Panamá    | Panamá         | Estadio Rommel Fernández       |
| 5 de abril       | San José            | Costa Rica     | Estadio Nacional               |
| 1 de mayo        | Valledupar          | Colombia       | Parque de la Leyenda Vallenata |
| 3 de mayo        | Bogotá              | Colombia       | Coliseo MedPlus                |
| Europa           |                     |                |                                |
| 16 de mayo       | Bilbao              | España         | Bilbao Arena                   |
| 18 de mayo       | La Coruña           | España         | Coliseum de La Coruña          |
| 22 de mayo       | Valencia            | España         | Plaza de Toros                 |
| 24 de mayo       | Murcia              | España         | Plaza de Toros                 |
| 25 de mayo       | Fuengirola          | España         | Marenostrum Fuengirola         |
| 29 de mayo       | Madrid              | España         | WiZink Center                  |
| 1 de junio       | Sevilla             | España         | Plaza de España                |
| 4 de junio       | Barcelona           | España         | Palau Sant Jordi               |
| 6 de junio       | Zaragoza            | España         | Pabellón Príncipe Felipe       |
| Latinoamérica    |                     |                |                                |
| 10 de julio      | Quito               | Ecuador        | Estadio Atahualpa              |
| 12 de julio      | Guayaquil           | Ecuador        | Estadio Modelo                 |
| 17 de julio      | Lima                | Perú           | Estadio Nacional               |
| 19 de julio      | Arequipa            | Perú           | Estadio Monumental de la UNSA  |
| 26 de julio      | Asunción            | Paraguay       | Jockey Club                    |
| 20 de agosto     | Santiago            | Chile          | Movistar Arena                 |
| 21 de agosto     | Santiago            | Chile          | Movistar Arena                 |
| 23 de agosto     | Santiago            | Chile          | Movistar Arena                 |
| 27 de agosto     | Santiago            | Chile          | Movistar Arena                 |
| 28 de agosto     | Santiago            | Chile          | Movistar Arena                 |
| 1 de septiembre  | Santiago            | Chile          | Movistar Arena                 |
| 3 de septiembre  | Santiago            | Chile          | Movistar Arena                 |
| 4 de septiembre  | Santiago            | Chile          | Movistar Arena                 |
| 2026             |                     |                |                                |
| Latinoamérica    |                     |                |                                |
| 19 de febrero    | Montevideo          | Uruguay        | Estadio Centenario             |
| 24 de febrero    | Buenos Aires        | Argentina      | Movistar Arena                 |
| 25 de febrero    | Buenos Aires        | Argentina      | Movistar Arena                 |
| 27 de febrero    | Córdoba             | Argentina      | Estadio Instituto              |
| 1 de marzo       | Buenos Aires        | Argentina      | Movistar Arena                 |
| 4 de marzo       | Buenos Aires        | Argentina      | Movistar Arena                 |
| 7 de marzo       | Buenos Aires        | Argentina      | Movistar Arena                 |